# Eriachne
Eriachne R.Br. é um planta conhecida como Grama Wanderrie do género botânico pertencente à família Poaceae, subfamília não atribuida, tribo Eriachneae.
O gênero apresenta aproximadamente 90 espécies. Ocorrem na Ásia, Australásia e Pacífico.

## Sinônimos
- Achneria P.Beauv.
- Massia Balansa

## Principais espécies
- Eriachne aristidea F.Muell.
- Eriachne avenacea R.Br.
- Eriachne benthamii Hartley
- Eriachne chinensis Hance
- Eriachne filiformis Hartley
- Eriachne glabrata (Maiden) Hartley
- Eriachne glauca R.Br.
- Eriachne helmsii (Domin) Domin
- Eriachne mucronata R.Br.
- Eriachne ovata Nees
- «PPP-Index Lista completa»